# Max Bozzoni
Max Bozzoni est un danseur et professeur de ballet français né le 30 mai 1917 à Paris et mort le 19 avril 2003 à Guainville.

## Biographie
Max Bozzoni commence sa formation de danse classique à l'école de danse de l'Opéra de Paris et intègre le corps de ballet de l'Opéra de Paris en 1936. Il est nommé étoile à l'Opéra par Serge Lifar en 1947.
Max Bozzoni a régulièrement travaillé avec des chorégraphes tels que Serge Lifar, John Cranko et George Balanchine.
Il quitte l'Opéra de Paris en 1963 à l'âge de 45 ans. C'est à ce moment-là qu'il commence une nouvelle carrière dans l'enseignement. Nommé professeur de ballet à l'école de danse de l'Opéra de Paris, il donnera également des cours au Grand Théâtre de Genève sans oublier son célèbre studio privé, rue Rodier (Paris), qu'il ne fermera qu'en 2003. Des grands noms de la danse classique ont été ses élèves, notons par exemple les étoiles de l'Opéra de Paris, Patrick Dupond, Agnès Letestu et Aurélie Dupont, mais également le danseur de l'Opéra devenu écrivain David di Nota. Il chorégraphie Campus en 1969 au théâtre communal d’Aubervilliers avec Claude Bessy comme interprète.
Max Bozzoni est mort d'une crise cardiaque le 19 avril 2003 à Guainville.

## Théâtre
- 1966 : Les Bouquinistes d'Antoine Tudal, mise en scène Claude Confortès, Théâtre Récamier.

## Filmographie
- 1946 : Un revenant de Christian-Jaque : Serge ;
- 1988 : Les Enfants de la danse de Dirk Sanders.